# رود توبا
رود توبا (به انگلیسی: Tuba) یک رودخانه در سرزمین کراسنویارسک کشور روسیه است.